# Исторический центр города
Исторический центр — исторически и планировочно обусловленная часть территории селения (города, села и тому подобное), на которой сосредоточены общественные здания и сооружения общего назначения. Как правило, это старейшая часть города, которая отображает его развитие и свидетельствует о его культурном, архитектурном, социальном и политическом прошлом.
Если современный центр города является центральным в функциональном смысле, то исторический центр занимает это место согласно территориальной концепции.
Есть два определения исторического центра, которые конкретизируют данное высказывание.

«Площадь, которую город занимал до периода роста населения городов (во второй половине XIX века), большинство из которых ограничено каналами». — A. J. van Duren. De dynamiek van de constante: over de flexibiliteit van de Amsterdamse binnenstad als economische plaatst, Jan van Arkel: Utrecht. 1995.

«Часть города, которая была расположена в пределах последней оборонительной стены, которая была разрушена в девятнадцатом веке, для того, чтобы вместить сильно увеличившееся население и обеспечить необходимый дальнейший рост города.»— Schuiling, D., Pflug, M., Straub, J. Functionele vernieuwing van Binnensteden 1960-1990, verkenningen no. 58, Planologisch en Demografisch Instituut, Universiteit van Amsterdam, Amsterdam.
В основном, около 2 % от фактической площади города является тем, что называется историческим центром города.

### Историческое развитие
В период развития цивилизаций количество населённых пунктов и их площади стали увеличиваться. Если для племён центром поселения являлась площадь, где горел костёр, то позже это была площадь, где стояли культовые сооружения, собирались люди и решали вопросы общины. Эта тенденция сохранилась и в античности, и средневековье, когда в городах-государствах, крепостях-городах, городах и сёлах стали строить площади (центральная площадь), а вокруг них возводили главные культовые и управленческие здания и сооружения. Так и стали появляться исторические центры поселений. 
Исторические центры городов (внутренние города) — как правило, районы, из которых возникли эти города. Они являются старейшими архитектурными ансамблями, и там находятся самые главные архитектурные памятники, которые сыграли важную роль в социальной, экономической и культурной жизни в течение всего развития городов.
Исторические центры строились на протяжении длительного периода времени или даже в несколько этапов, поэтому данные районы редко имеют общую стилевую окраску, а состоят из архитектурных сооружений, стилистически характерных для той или иной исторической эпохи.

### Туризм и менеджмент культурного наследия
Туризм может быть экономически выгодным для исторических центров. Развитие данной индустрии создаёт выгодные условия для отельного бизнеса, магазинов и других предприятий, и это может положительно влиять на действия по сохранению архитектурного наследия. Развитие туризма также должно быть сбалансировано с потребностями и пожеланиями местного населения. Слишком большой упор на поддержку туристической деятельности может привести к разрушению баланса между традиционной культурой, общинами и повреждению самих культурных ценностей. Степень поддержки туристической деятельности должна быть тщательно спланирована и контролироваться соответствующими государственными органами. Менеджмент наследия также важен для сохранения культурной самобытности исторических центров.

### Факторы, формирующие атмосферу исторического центра
Районы, ансамбли и места, на которых лежит множество культурных и исторических пластов концентрируют и интегрируют основные элементы культурной и материальной ценностей. На самом деле, они продолжают живую традицию и, в связи с их ключевыми позициями в структуре городов, они по-прежнему играют ведущую роль в интеллектуальных, коммерческих и социальных аспектах городской жизни. Они имеют особое связывающее значение для всего города в целом.
Эти особенности делают исторические центры весьма привлекательными для местного населения и туристов.
Сохранение и восстановление этих зон имеет большое значение и является вопросом первоочередной важности для дальнейшего развития соответствующего города и для решения его социальных и архитектурных проблем.

### Социальная составляющая
Исторические центры являются органичными публичными пространствами, которые структурируют, интегрируют и придают городу единство и идентичность. Жизнеспособность этих пространств постоянно переформировывается посредством работы, обычаев, занятий, экономических и социальных отношений, верований и ритуалов людей, которые занимают их. Исторический центр города представляет собой пространство, где в одном месте проживают, работают, находятся люди любого возраста, разных профессий и занимающихся различной деятельностью.